# Liste von Biomassekraftwerken in Deutschland
Die Liste von Biomassekraftwerken in Deutschland bietet einen Überblick über Biomassekraftwerke in Deutschland. Diese liegen in verschiedenen Formen vor:
- Ein Biomasseheizkraftwerk (BMHKW) und ein Biomassekraftwerk (BMKW) erzeugen mit verschiedenen Verfahren durch die Verbrennung fester Biomasse elektrische Energie. Ein Biomasseheizkraftwerk stellt darüber hinaus Wärme bereit, die als Fern- bzw. Nahwärme oder als Prozesswärme genutzt werden kann.
- Bei reiner Wärmebereitstellung spricht man von einem Biomasseheizwerk (BMHW).

Die Liste erhebt keinen Anspruch auf Vollständigkeit.

## Liste
| KW-Name                                          | Bundes- land | Feuerungs-wärme-leistung in MW | Elektrische Leistung in MW | Wärme-aus-kopplung in MW   | Frischdampfparameter (in Klammern Zwischenüberhitzung falls vorhanden) | Frischdampfparameter (in Klammern Zwischenüberhitzung falls vorhanden) | Brennstoff                                                                     | Inbetrieb-nahme   | Standort                    | Bemerkungen | Betreiber |
| KW-Name                                          | Bundes- land | Feuerungs-wärme-leistung in MW | Elektrische Leistung in MW | Wärme-aus-kopplung in MW   | Druck                                                                  | Temperatur                                                             | Brennstoff                                                                     | Inbetrieb-nahme   | Standort                    | Bemerkungen | Betreiber |
| ------------------------------------------------ | ------------ | ------------------------------ | -------------------------- | -------------------------- | ---------------------------------------------------------------------- | ---------------------------------------------------------------------- | ------------------------------------------------------------------------------ | ----------------- | --------------------------- | --- | --- |
| Kraftwerk Arneburg, Zellstoff Stendal GmbH       | ST           |                                | 147                        | 600                        |                                                                        |                                                                        | Restholz und Schwarzlauge aus der Herstellung von Zellstoff und Biochemikalien | 2004              | Arneburg ⊙                  | 135 MW el (Netto), Modernisierung 2013, befindet sich auf dem Gelände des ehemaligen Kernkraftwerks Stendal | Zellstoff Stendal GmbH                                                                                               |
| Biomassekraftwerk Horn-Bad Meinberg              | NW           | 102                            | 25,7                       |                            |                                                                        |                                                                        | Altholz                                                                        | 2000              | Horn-Bad Meinberg ⊙         | Bau durch Hornitex | B+T Horn Energie GmbH                                                                                                |
| Biomassekraftwerk Delitzsch                      | SN           | 69                             | 21                         |                            | 72 bar                                                                 | 468 °C                                                                 | Altholz A1-A4                                                                  | 2004              | Delitzsch ⊙                 | Steigerung der Feuerungswärmeleistung von 66,21 MW auf 69 MW | Danpower Energie Service GmbH                                                                                        |
| Biomasseheizkraftwerk Zolling                    | BY           | 69                             | 21                         | 30                         | 72 bar                                                                 | 468 °C                                                                 | Altholz A1-A4                                                                  | 2003              | Zolling ⊙                   | Leistungssteigerung 2018 im Zuge einer großen Revision | ONYX Kraftwerk Zolling GmbH 50 %, Fernwärmeversorgung Freising GmbH 50 %                                             |
| Dinslakener Holz-Energiezentrum                  | NW           | 100                            | 20                         | 65                         |                                                                        |                                                                        | Altholz A1-A3                                                                  | 2024              | Dinslaken ⊙                 | zwei Kessellinien mit 50 MWth Feuerungswärmeleistung | Stadtwerke Dinslaken GmbH                                                                                            |
| Biomassekraftwerk Oberkirch                      | BW           | 88,9                           | 20                         |                            |                                                                        |                                                                        | Landschaftspflegematerial naturbelassenes Holz                                 | 2025 (1986)       | Oberkirch                   | Umgerüstetes Steinkohlekraftwerk aus dem Jahr 1986 | Koehler Oberkirch GmbH                                                                                               |
| Biomassekraftwerk Bergkamen                      | NW           |                                | 20                         | 23                         | 90 bar                                                                 | 500 °C                                                                 | Altholz A1-A4                                                                  | 2005              | Bergkamen ⊙                 | | innogy SE |
| Biomasseheizkraftwerk Berlin-Rudow               | BE           | 106                            | 20                         | 65                         | 50 bar                                                                 | 450 °C                                                                 | Altholz A2-A4                                                                  | 2003              | Berlin-Rudow ⊙              | Wärmeversorgung der Gropiusstadt | innogy SE |
| Biomassekraftwerk Bischofferode-Holungen         | TH           | 52,6                           | 20                         |                            | 130 bar (27 bar)                                                       | 535 °C (535 °C)                                                        | Waldrestholz                                                                   | 2006              | Holungen ⊙                  | | Stadtwerke Leipzig GmbH                                                                                              |
| Biomassekraftwerk Emden                          | NI           | 66,21                          | 20                         | 30                         | 72 bar                                                                 | 468 °C                                                                 | Altholz A1-A4                                                                  | 2005              | Emden ⊙                     | Prozesswärme und Strom für VW | Statkraft Markets GmbH                                                                                               |
| Biomassekraftwerk Emlichheim                     | NI           | 75                             | 20                         | 20                         | 90 bar                                                                 | 520 °C                                                                 | Altholz A1-A4                                                                  | 2006              | Emlichheim ⊙                | Prozessdampf für Emslandstärke | EBE Holzheizkraftwerk GmbH                                                                                           |
| Biomassekraftwerk Hamburg                        | HH           | 70                             | 20                         |                            | 85 bar                                                                 | 500 °C                                                                 | Altholz A1-A4                                                                  | 2005              | Hamburg-Billbrook ⊙         | | MVB GmbH |
| Biomassekraftwerk Königs Wusterhausen            | BB           | 54,6                           | 20                         |                            | 87 bar (16 bar)                                                        | 477 °C (477 °C)                                                        | Altholz A1-A4                                                                  | 2003              | Königs Wusterhausen ⊙       | | MVV Energie AG |
| Biomasseheizkraftwerk Landesbergen               | NI           | 66,21                          | 20                         | 30                         | 72 bar                                                                 | 468 °C                                                                 | Altholz A1-A4                                                                  | 2005              | Landesbergen ⊙              | | Statkraft Markets GmbH                                                                                               |
| Biomassekraftwerk Lünen                          | NW           | 67                             | 20                         |                            | 66 bar                                                                 | 462 °C                                                                 | Altholz A1-A4                                                                  | 2006              | Lünen ⊙                     | | STEAG New Energies GmbH, Remondis                                                                                    |
| Biomassekraftwerk Mannheim                       | BW           | 69                             | 20                         |                            | 65 bar                                                                 | 450 °C                                                                 | Altholz A1-A4                                                                  | 2003              | Mannheim ⊙                  | | MVV Energie AG |
| Biomassekraftwerk Papenburg                      | NI           | 77                             | 20                         |                            | 90 bar                                                                 | 520 °C                                                                 | Altholz A1-A4                                                                  | 2003              | Papenburg ⊙                 | | früher: Prokon Nord Energiesysteme GmbH / seit 2010: EEV Erneuerbare Energie Versorgung AG                           |
| Biomasseheizkraftwerk Piesteritz                 | ST           | 52,6                           | 20                         | 15                         | 130 bar (27 bar)                                                       | 535 °C (535 °C)                                                        | Waldrestholz                                                                   | 2009              | Piesteritz ⊙                | | Stadtwerke Leipzig GmbH                                                                                              |
| Biomassekraftwerk Eberswalde                     | BB           | 65                             | 20                         |                            | 82 bar (19 bar)                                                        | 482 °C (472 °C)                                                        | Frischholz                                                                     | 2006              | Eberswalde ⊙                | Auskopplung von Prozessdampf | 1Heiz Energie GmbH                                                                                                   |
| Biomasse-Heizkraftwerk Pfleiderer                | BY           | 100                            | 19,9                       | 73                         | 67 bar                                                                 | 450 °C                                                                 | Reste aus der Holzverarbeitung                                                 | 2001              | Neumarkt in der Oberpfalz ⊙ | ursprünglich 1997 mit 73 MWth in Betrieb genommen. | Pfleiderer Holzwerkstoffe                                                                                            |
| Biomasse-Heizkraftwerk Recklinghausen            | NW           | 50                             | 16,5                       | ?                          |                                                                        |                                                                        | Altholz A1-A4                                                                  | 2004              | Recklinghausen Suderwich ⊙  | auf dem Gelände der ehemaligen Zeche König Ludwig 4/5 | Ökotech GmbH |
| Biomasse-Heizkraftwerk Siegerland                | RP           | 49,9                           | 16                         | 40 (nur 2,5 angeschlossen) | 46 bar                                                                 | 450 °C                                                                 | Altholz A1-A4                                                                  | Juni 2006         | Liebenscheid ⊙              | Kosten 35 Mio. €; Fernwärmeproduktion für Industriegebiet Flughafen Siegerland | Biomasse Heizkraftwerk Siegerland GmbH & Co. KG                                                                      |
| Biomassekraftwerk Herbrechtingen                 | BW           | 49                             | 15,7                       | 25                         | 90 bar                                                                 | 520 °C                                                                 | Altholz A1-A3 Holzspäne Landschaftspflegematerial                              | 2004              | Herbrechtingen ⊙            | | Biomasseheizkraftwerk Herbrechtingen GmbH                                                                            |
| Biomasseheizkraftwerk Kösching                   | BY           | 49,9                           | 15                         | 35                         | 103 bar                                                                | 500 °C                                                                 | Rinde aus Holzverarbeitung Waldrestholz                                        | 2007              | Kösching ⊙                  | Wärmenutzung im Binderholz Werk Kösching | Binderholz Deutschland GmbH                                                                                          |
| Biomassekraftwerk Flörsheim-Wicker               | HE           |                                | 15                         |                            | 62 bar                                                                 | 450 °C                                                                 | Altholz A1-A3                                                                  | 2003              | Flörsheim am Main ⊙         | 19 Meter hohe outdoor Kletterwand mit unterschiedlichen Schwierigkeitsstufen am Kesselhaus angebracht | MVV Energie AG |
| Biomassekraftwerk Pforzheim                      | BW           |                                | 13                         | 25                         |                                                                        |                                                                        | Abfälle, Altholz und Holzschnitzel                                             | 2005              | Pforzheim ⊙                 | | Stadtwerke Pforzheim                                                                                                 |
| Mercer Rosenthal                                 | TH           |                                | 13                         | ?                          |                                                                        |                                                                        | Rinde aus Papierherstellung                                                    | 1999              | Rosenthal am Rennsteig ⊙    | Teil der Papierfabrik | Zellstoff- und Papierfabrik Rosenthal                                                                                |
| Biomasse-Heizkraftwerk Elsterwerda               | BB           | 44                             | 12,6                       | 12                         | 65 bar                                                                 | 450 °C                                                                 | Altholz A1-A4                                                                  | 2004              | Elsterwerda ⊙               | | Danpower GmbH und Stadtwerke Elsterwerda                                                                             |
| Biomasseheizkraftwerk Frankfurt-Fechenheim       | HE           | 44                             | 12,4                       | 27                         | 65 bar                                                                 | 450 °C                                                                 | Holzabfälle und Grünschnitt                                                    | 2004              | Frankfurt-Fechenheim ⊙      | Dampfversorgung des Industriepark-AllessaChemie; Einsatz von Altholz | BKF GmbH |
| Biomasseheizkraftwerk Boehringer Ingelheim       | RP           | 55                             | 12.4                       | ja                         |                                                                        |                                                                        | Altholz                                                                        | 2023              | Ingelheim ⊙                 | Im Boehringer-Werk; Kosten 205 Mio. € | Boehringer Ingelheim Pharma GmbH & Co. KG                                                                            |
| Bioenergiekraftwerk Emsland (BEKW)               | NI           | 49,8                           | 11,7                       |                            | 112 bar                                                                | 522 °C                                                                 | Stroh von sämtlichen Getreidearten                                             | 2012              | Emlichheim ⊙                | Prozessdampf für Emslandstärke, Nahwärmenetz | BEKW Bioenergiekraftwerk Emsland GmbH                                                                                |
| Heizkraftwerk Altenstadt                         | BY           | 40,4                           | 11,34                      |                            | 65 bar                                                                 | 450 °C                                                                 | Altholz A1-A3 Baum- und Strauchschnitt Landschaftspflegematerial               | 1999              | Altenstadt (Oberbayern) ⊙   | Steigerung der Feuerungswärmeleistung von 35 auf 40,4 MWth | Heizkraftwerk Altenstadt GmbH & Co. KG                                                                               |
| Biomassekraftwerk Malchin                        | MV           |                                | 10,6                       |                            |                                                                        |                                                                        | Altholz entlaugte Zitrusschalen                                                |                   | Malchin ⊙                   | | Envia Mitteldeutsche Energie                                                                                         |
| Biomasseheizkraftwerk Wiesbaden                  | HE           | 46                             | 10,5                       | 23                         |                                                                        |                                                                        | Siebüberlauf Altholz A1-A4                                                     | 2013              | Wiesbaden ⊙                 | Das Biomassekraftwerk arbeitete über Jahre hinweg defizitär und hatte zeitweise hohe Millionenverluste. | ESWE BioEnergie GmbH                                                                                                 |
| Biomasse-Heizkraftwerk Dollbergen                | NI           | 38                             | 10                         | 8                          |                                                                        |                                                                        | naturbelassenes Holz                                                           | Juli 2020         | Dollbergen, Uetze ⊙         | Rostfeuerung mit Naturumlaufkessel | Koehler Renewable Energy GmbH                                                                                        |
| Biomasse-Kraftwerk Pfeifer Lauterbach            | HE           |                                | 9,98                       | 42                         |                                                                        |                                                                        | Baumrinde                                                                      | 2009              | Lauterbach ⊙                | Wärmenutzung für die Trocknung von Sägemehl und Hackschnitzel | Pfeifer Holz Lauterbach GmbH                                                                                         |
| Biomasseheizkraftwerk Dinkelsbühl                | BY           | 32                             | 9,67                       |                            | 63 bar                                                                 | 485 °C                                                                 | Landschaftspflegematerial                                                      | 2007              | Dinkelsbühl ⊙               | Erstinbetriebnahme 2007 (KSV GmbH), Insolvenz 2012; Übernahme 2013 durch TEAtherm GmbH | TEAtherm GmbH |
| Biomasseheizkraftwerk Ulm I                      | BW           | 58                             | 9,6                        |                            | 64 bar                                                                 | 452 °C                                                                 | naturbelassenes Holz Altholz A1-A4                                             | 2003              | Ulm ⊙                       | Gegendruckturbine (4 bar Abdampfdruck), Holz wird als Holzhackschnitzel verfeuert | Fernwärme Ulm GmbH                                                                                                   |
| Biomasseheizkraftwerk Mittelfeld                 | HE           |                                | 9,5                        | 16                         |                                                                        |                                                                        | Altholz A1-A2                                                                  | 2008              | Kassel ⊙                    | Baujahr 1988, Biomasseheizkraftwerk seit 2008 | Städtische Werke Energie + Wärme GmbH                                                                                |
| Biomassekraftwerk Kehl Block 1                   | BW           | 47,3                           | 8,7                        | 48                         | 90 bar                                                                 | 500 °C                                                                 | Altholz A1-A4                                                                  | 2002              | Kehl ⊙                      | Dampflieferung an Papierfabrik August Koehler SE, Gegendruckturbine | Biomassekraftwerk HKW Kehl GmbH                                                                                      |
| Biomasseheizkraftwerk Flohr Neuwied              | RP           |                                | 7,6                        |                            |                                                                        |                                                                        | Altholz A1-A4                                                                  | 2005              | Neuwied ⊙                   | Prozessdampflieferung an Feinblechwerk der ThyssenKrupp | BHKW Flohr GmbH / STEAG Saar Energie                                                                                 |
| Biomasseheizkraftwerk Goch                       | NW           | 28                             | 7,6                        |                            | 65 bar                                                                 | 485 °C                                                                 | Landschaftspflegematerial                                                      | 2012              | Goch ⊙                      | Auskopplung von Prozessdampf an das Unternehmen Nähr-Engel | Gocher Bioenergie GmbH                                                                                               |
| Biomasseheizkraftwerk Neustrelitz                | MV           |                                | 7,5                        | 17                         |                                                                        |                                                                        | Waldrestholz Baum- und Strauchschnitt                                          | 2006              | Neustrelitz ⊙               | Befeuerung mit Holzhackschnitzeln | Stadtwerke Neustrelitz GmbH                                                                                          |
| Biomasse-Heizkraftwerk Buchen                    | BW           | 29,7                           | 7,5                        |                            | 65 bar                                                                 | 425 °C                                                                 | Waldrestholz Altholz A1-A4                                                     | 2003              | Buchen ⊙                    | | Biomasse-Heizkraftwerk Odenwald GmbH                                                                                 |
| Biomasse-Heizkraftwerk Hückelhoven               | NW           | 49,8                           | 7,5                        |                            |                                                                        |                                                                        | Waldhackgut Grünschnitt                                                        | 2008              | Hückelhoven ⊙               | Die erzeugte Wärme wird in ein Fernwärmenetz eingespeist | WEP • Wärme-, Energie- und Prozesstechnik GmbH                                                                       |
| Biomasse-Heizkraftwerk Brunsbüttel               | SH           | 30                             | 7,5                        | 18                         | 63 bar                                                                 | 480 °C                                                                 | naturbelassene Holzreste                                                       | 2008              | Brunsbüttel ⊙               | Das Kraftwerk stellt Prozessdampf zur Versorgung der Total Bitumen GmbH und weiterer industrieller Betriebe zur Verfügung                                                                                        | Bioenergie Brunsbüttel Contracting GmbH & Co. Kg                                                                     |
| Biomasseheizkraftwerk Dresden                    | SN           | 27                             | 7,2                        | 15                         | 64 bar                                                                 | 425 °C                                                                 | Altholz A1-A4                                                                  | 2003              | Dresden ⊙                   | | STEAG New Energies GmbH                                                                                              |
| Biomasseheizkraftwerk Elsfleth                   | NI           | 26                             | 7                          |                            |                                                                        |                                                                        | Waldrestholz Landschaftspflegematerial                                         | 2014              | Elsfleth ⊙                  | Lieferung von Prozessdampf an die Omni-Pac GmbH | Elsflether Bioenergie GmbH                                                                                           |
| Biomasse-Heizkraftwerk Obrigheim                 | BW           | 22,5                           | 6,5                        |                            |                                                                        |                                                                        | Landschaftspflegematerial                                                      | 2009              | Obrigheim ⊙                 | | BKWO Biomasseheizkraftwerk Obrigheim GmbH & Co. KG                                                                   |
| Biomasseheizkraftwerk Pfaffenhofen an der Ilm    | BY           | 28                             | 6,1                        | 16,5                       | 62 bar                                                                 | 450 °C                                                                 | Waldhackgut Landschaftspflegematerial                                          | 2001              | Pfaffenhofen ⊙              | | Danpower Biomasse Pfaffenhofen GmbH                                                                                  |
| Biomasse-Heizkraftwerk Nürnberg-Sandreuth        | BY           | 14                             | 6,025                      | 3                          | 65 bar                                                                 | 485 °C                                                                 | Waldrestholz mit durchschnittlichem Wassergehalt 45 %                          | Jan. 2012         | Sandreuth ⊙                 | Baukosten 36 Mio. €, Effizienz 85 % | N-ERGIE |
| Holzheizkraftwerk Silbitz                        | TH           | 27                             | 5,62                       | 3                          | 45 bar                                                                 | 425 °C                                                                 | Altholz A1-A2                                                                  | 2002              | Silbitz ⊙                   | | Plambeck Neue Energien AG                                                                                            |
| Bio- und Holzkraftwerk Zapfendorf                | BY           |                                | 5,6                        | 27                         |                                                                        |                                                                        | Altholz A1-A4                                                                  | 2001              | Zapfendorf ⊙                | | Bio- und Holzkraftwerk Zapfendorf GmbH, Apex Capital GmbH                                                            |
| Holzheizkraftwerk Bad Arolsen                    | HE           | 20,5                           | 5,6                        | 10                         | 62 bar                                                                 | 485 °C                                                                 | Waldrestholz Landschaftspflegeholz                                             | 2009              | Bad Arolsen ⊙               | Projektentwickler: PROLiGNIS Energie Consulting GmbH & Co. KG, Ingolstadt | Energiecontracting Heidelberg AG                                                                                     |
| Biomasse-Heizkraftwerk Niesky                    | SN           | 20,5                           | 5,6                        | 10                         | 62 bar                                                                 | 485 °C                                                                 | naturbelassenes Holz                                                           | 2010              | Niesky ⊙                    | | Bayernfonds BestEnergy 1 GmbH & Co. KG                                                                               |
| Biomasse-Heizkraftwerk GVZ Leipzig               | SN           | 20,5                           | 5,6                        | 10                         | 62 bar                                                                 | 485 °C                                                                 | naturbelassenes Holz                                                           | 2009              | Leipzig ⊙                   | | Bayernfonds BestEnergy 1 GmbH & Co. KG                                                                               |
| Biomasse-Heizkraftwerk Steinau                   | HE           | 20,5                           | 5,6                        | 10                         | 62 bar                                                                 | 485 °C                                                                 | naturbelassenes Holz                                                           | 2011              | Steinau an der Straße ⊙     | | Bayernfonds BestEnergy 1 GmbH & Co. KG                                                                               |
| Biomasse-Heizkraftwerk Langelsheim               | NI           | 20,5                           | 5,6                        | 10                         | 62 bar                                                                 | 485 °C                                                                 | naturbelassenes Holz                                                           | 2010              | Langelsheim ⊙               | | Bayernfonds BestEnergy 1 GmbH & Co. KG                                                                               |
| BKS-Biokraftwerk Schkölen                        | TH           | 19,5                           | 5,36                       | 17,2                       | 68 bar                                                                 | 485 °C                                                                 | Waldrestholz                                                                   | 2006              | Schkölen ⊙                  | | Betreiber BKS Schkölen GmbH                                                                                          |
| Biomassekraftwerk Baden Airpark                  | BW           |                                | 5,2                        | 3,5                        |                                                                        |                                                                        | Grünschnitt aus der Landschaftspflege                                          | 2006              | Rheinmünster ⊙              | | BioTherm Baden GmbH & Co KG                                                                                          |
| Biomasse-Heizkraftwerk Ilmenau                   | TH           |                                | 5,1                        | 10                         | 46 bar                                                                 | 430 °C                                                                 | Altholz A1-A3 Waldrestholz                                                     | 2005              | Ilmenau ⊙                   | Befeuerung mit Holz | STEAG Saar Energie                                                                                                   |
| Heizkraftwerk Märkisches Viertel                 | BE           |                                | 6,4                        | 106                        |                                                                        |                                                                        | Waldhackgut                                                                    | 2014              | Berlin-Reineckendorf ⊙      | Holzhackschnitzel | BEW Berliner Energie und Wärme AG                                                                                    |
| Biomassekraftwerk Demmin                         | MV           |                                | 5                          | 0 (24 MW ungenutzt)        |                                                                        |                                                                        | Altholz                                                                        | 3. Juni 1999-2014 | Demmin ⊙                    | Insolvenz Ende 2014 | biotherm Demmin GmbH                                                                                                 |
| Biomassekraftwerk Hagenow                        | MV           | 36                             | 5                          |                            |                                                                        |                                                                        | Altholz A1-A2                                                                  | 1997              | Hagenow ⊙                   | Umgebautes Braunkohlekraftwerk | biotherm Hagenow GmbH                                                                                                |
| Holzheizkraftwerk Niedersachsenpark              | NI           |                                | 5                          | 10                         |                                                                        |                                                                        | Waldrestholz Wurzelstöcke                                                      | 2010              | Rieste ⊙                    | | Prolignis GmbH |
| BioEnergie Taufkirchen                           | BY           | 31                             | 5                          | 20                         | 34 bar                                                                 | 430 °C                                                                 | Altholz A1 Grünschnitt Waldrestholz                                            | 2000              | Taufkirchen ⊙               | zwei Kessellinien mit 11+20 MWth Feuerungswärmeleistung, geplant ist ein Ausbau zu Deutschlands erstem Biomasse-Geothermie-Hybridkraftwerk                                                                       | Bioenergie Taufkirchen GmbH, seit 2019 Stadtwerke München                                                            |
| Biomasseheizkraftwerk Ulm II                     | BW           | 25                             | 5                          |                            | 78 bar                                                                 | 480 °C                                                                 | Holzhackschnitzel Altholz A1-A2                                                | 2012              | Ulm ⊙                       | | Fernwärme Ulm GmbH                                                                                                   |
| Biomasseheizkraftwerk Wittgenstein               | NW           |                                | 5                          | 30                         |                                                                        |                                                                        | Waldrestholz Landschaftspflegeholz                                             | 2009              | Schameder, Erndtebrück ⊙    | Wärmeversorgung des benachbarten Pelletwerkes | innogy SE |
| Biomasseheizkraftwerk Sulzbach-Rosenberg         | BY           | 22                             | 5                          |                            | 50 bar                                                                 | 450 °C                                                                 | Waldhackschnitzel Landschaftspflegematerial                                    | 2009              | Sulzbach-Rosenberg ⊙        | | Danpower Biomasse Pfaffenhofen GmbH                                                                                  |
| Biomasseheizkraftwerk Neufahrn                   | BY           | 21,3                           | 5,5                        | 10                         | 46 bar                                                                 | 430 °C                                                                 | Altholz A1-A2                                                                  | 2002              | Neufahrn ⊙                  | Kosten 16 Mio. € | Iqony Energies, früher STEAG New Energies GmbH                                                                       |
| Biopower Best Wood Schneider                     | BW           | 30                             | 4                          | 23                         | 67 bar                                                                 | 462 °C                                                                 | Holzreststoffe, Altholz                                                        | 2004              | Eberhardzell ⊙              | 2010 Aufrüstung mit neuer Gegendruckdampfturbine | Sägewerk Best Wood Schneider                                                                                         |
| Biomasseheizkraftwerk Garath                     | NW           | 19                             | 3,5                        | 14                         | 66 bar                                                                 | 430 °C                                                                 | Altholz A1-A2, Waldrestholz                                                    | 2007              | Düsseldorf ⊙                | Leittechnische Anbindung an die Zentralwarte des Kraftwerks Lausward | Stadtwerke Düsseldorf AG                                                                                             |
| Holz-Fernwärmekraftwerk Horn-Bad Meinberg        | NW           | 22                             | 3,3                        |                            |                                                                        |                                                                        | Altholz aus Möbelindustrie                                                     | 2018              | Horn-Bad Meinberg ⊙         | Kosten 23 Mio. €, Wirkungsgrad 88 % | Stadtwerke Detmold                                                                                                   |
| Biomasseheizkraftwerk Oberhausen                 | NW           | 14,3                           | 3,15                       | 9,2                        | 60 bar                                                                 | 430 °C                                                                 |                                                                                | 2011              | Oberhausen ⊙                | Einsatz von ca. 40.000 t/a NaWaRo-Brennstoff bzw. Holzhackschnitzel | Biostrom Oberhausen GmbH & Co. KG; Gesellschafter: Energieversorgung Oberhausen AG                                   |
| Biomasse-Heizkraftwerk Mertingen                 | BY           |                                | 3                          | 10                         |                                                                        |                                                                        | naturbelassene Waldhackschnitzel                                               | 30. Okt. 2009     | Mertingen ⊙                 | Kosten 13 Mio. €; Prozesswärme für Molkerei Zott | MVV Energiedienstleistungen GmbH                                                                                     |
| Biomassekraftwerk Kehl Block 2                   | BW           | 21                             | 2,9                        |                            |                                                                        |                                                                        | Altholz A1-A2 Frischholz                                                       | 2011              | Kehl ⊙                      | Dampflieferung an Papierfabrik August Koehler SE, Gegendruckturbine | Biomassekraftwerk HKW Kehl GmbH                                                                                      |
| Biomasseheizkraftwerk Sellessen                  | BB           |                                | 2,8                        | 4,5                        | 36 bar                                                                 | 430 °C                                                                 | naturbelassene Holzhackschnitzel aus Tagebauvorfeld                            | 6. Dez. 2005      | Spremberg ⊙                 | 3 Zug-Naturumlaufkessel VKK Standardkessel Köthen GmbH | Vattenfall Europe AG                                                                                                 |
| Biomasse-Heizkraftwerk Moers                     | NW           | 12                             | 2,75                       | 8,5                        | 49 bar                                                                 | 460 °C                                                                 | Waldhackgut Grünschnitt                                                        | 2009              | Moers ⊙                     | Die erzeugte Wärme wird in ein bestehendes Fernwärmenetz eingespeist | Stadtwerke Dinslaken GmbH                                                                                            |
| Holzheizkraftwerk Kempten                        | BY           |                                | 2,6                        |                            | 25 bar                                                                 | 380 °C                                                                 |                                                                                | 1998              | Kempten (Allgäu) ⊙          | | ZAK Energie GmbH |
| Biomasse-Heizkraftwerk Dinslaken                 | NW           |                                | 2,6                        |                            |                                                                        |                                                                        | Waldrestholz Landschaftspflegematerial                                         | 2007              | Dinslaken ⊙                 | | Stadtwerke Dinslaken GmbH                                                                                            |
| Biomasse-Heizkraftwerk Sägewerk Schwaiger 2      | BY           |                                | 2,6                        |                            |                                                                        |                                                                        |                                                                                | 2014              | Hengersberg ⊙               | Kosten 15,9 Mio. € | Sägewerk Schwaiger                                                                                                   |
| Heizkraftwerk Treffurt                           | TH           |                                | 2,6                        | ja                         |                                                                        |                                                                        | Pflanzenöl                                                                     | Jan. 2008         | Treffurt ⊙                  | Kosten 16 Mio. € für Umbau aus konventionellem Kraftwerk | UR Power GmbH |
| Biomasse-Dampf-Heizkraftwerk Wiesmoor            | NI           | 13,4                           | 2,4                        | 7,55                       |                                                                        |                                                                        | Waldhackgut                                                                    | 2007              | Wiesmoor ⊙                  | Wärmeversorgung: verschiedene Gartenbaubetriebe der Blumenstadt Wiesmoor | WBE – Wiesmoorer Bioenergie GmbH / Koehler Renewable Energy GmbH                                                     |
| Biomasseheizkraftwerk Hermsdorf                  | TH           |                                | 2,3                        | 6,8                        |                                                                        |                                                                        | Waldrestholz                                                                   | 2008-2019         | Hermsdorf ⊙                 | Seit 2019 auf Erdgas umgestellt | Stadtwerke Energie Jena-Pößneck GmbH                                                                                 |
| Biomasse-Heizkraftwerk Essen                     | NW           |                                | 2,3                        |                            |                                                                        |                                                                        | Reststoffe aus Sortierung, Bau- und Abbruchabfälle sowie Siedlungsabfälle      | 2006              | Essen ⊙                     | Als Brennstoffe werden Reststoffe aus Sortierung, Bau- und Abbruchabfälle sowie Siedlungsabfälle verwendet | Harmuth Entsorgung GmbH                                                                                              |
| Biomassekraftwerk Hennigsdorf                    | BB           | 14,2                           | 2,2                        | 9,8                        |                                                                        |                                                                        | Waldhackgut                                                                    | Mai 2009          | Hennigsdorf ⊙               | Organic Rankine Cycle Prozess mit 84 % Wirkungsgrad | Kraftwerks- und Projektentwicklungsgesellschaft Hennigsdorf mbH & Co. KG                                             |
| Biomasseheizkraftwerk Landshut                   | BY           |                                | 2,1                        | 7                          |                                                                        |                                                                        | Landschaftspflegematerial kommunales Grüngut                                   | 2011              | Landshut ⊙                  | Umgebaute Müllverbrennungsanlage | Stadtwerke Landshut                                                                                                  |
| Biomasse-Heizkraftwerk Sägewerk Josef Ziegler    | BY           |                                | 2,1                        |                            |                                                                        |                                                                        | Holz                                                                           | 2007              | Stein (Plößberg) ⊙          | | Sägewerk Josef Ziegler                                                                                               |
| Heizkraftwerk Sengenthal                         | BY           | 16,1                           | 2,075                      |                            |                                                                        |                                                                        | Hackschnitzel                                                                  | 2012              | Sengenthal ⊙                | | Max Bögl Bioenergie GmbH                                                                                             |
| Biomasse-Heizkraftwerk Hungerkamp Gliesmarode    | NI           | ?                              | 2                          |                            |                                                                        |                                                                        | Hackschnitzel aus naturbelassenem Holz                                         | 2013              | Gliesmarode ⊙               | Kosten 1,1 Mio. € | SH Kraft & Wärme GmbH                                                                                                |
| Biomasse-Heizkraftwerk Eisenberg                 | TH           |                                | 2                          | 22                         |                                                                        |                                                                        | Altholz A1-A2                                                                  | Sep. 2001         | Eisenberg ⊙                 | ursprüngliches Braunkohlekraftwerk wurde 2000 auf Holzhackschnitzel umgerüstet | bis 2008 Ökotech GmbH, 2006 für 15,7 Mio. € von der Techem AG übernommen, soll 2011 auf Gasbetrieb umgerüstet werden |
| Biomasseheizkraftwerk Magdeburg-Rothensee        | ST           |                                | 2                          | 12                         |                                                                        |                                                                        | Landschaftspflegematerial                                                      | Juni 2012         | Magdeburg ⊙                 | Versorgung einer Holzpelletieranlage und des Windkraftanlagenherstellers Enercon | GETEC Energie AG |
| Biomasse-ORC-Heizkraftwerk Hardegsen             | NI           |                                | 1,9                        |                            |                                                                        |                                                                        |                                                                                | 2009              | Hardegsen ⊙                 | Durch das Heizkraftwerk wird die direkt benachbarte Pelletproduktionsanlage mit Wärme versorgt | Bioenergie Leinetal GmbH                                                                                             |
| Biomasse-Heizkraftwerk Sägewerk Ziegler          | BY           | 11,5                           | 1,8                        |                            |                                                                        |                                                                        | Rinde                                                                          | 2006              | Betzenmühle ⊙               | | Ziegler Holzindustrie GmbH & Co.                                                                                     |
| Holzheizkraftwerk Klosterfelde                   | BB           |                                | 1,6                        | 10                         |                                                                        |                                                                        | Alt- und Restholz                                                              | 1996              | Klosterfelde (Wandlitz) ⊙   | von ESP-GEKO GmbH aus vorhandenem Heizwerk aufgebaut, ab 2002 von Vattenfall betrieben | Biopower Klosterfelde GmbH                                                                                           |
| Biomasse-Heizkraftwerk Sägewerk Schwaiger 1      | BY           | 11                             | 1,6                        |                            |                                                                        |                                                                        |                                                                                | 2005              | Hengersberg ⊙               | | Sägewerk Schwaiger                                                                                                   |
| Biomasse-Heizkraftwerk Sägewerk Weinzierl        | BY           |                                | 1,5                        | 8,7                        |                                                                        |                                                                        |                                                                                | 2005              | Vilshofen an der Donau ⊙    | | Holzenergie Weinzierl GmbH & Co. KG                                                                                  |
| Biomasseheizkraftwerk Magdeburg                  | ST           | 10,5                           | 1,5                        | 6,8                        |                                                                        |                                                                        | naturbelassene Holzhackschnitzel                                               | 2016              | Magdeburg ⊙                 | zusätzlicher 10 Tonnen Energiespeicher auf dem Gelände | SWM Magdeburg |
| Heizkraftwerk Kirchdorf                          | BY           | ca. 10 MW                      | 1,5                        | 6,7                        |                                                                        |                                                                        | Hackschnitzel, naturbelassen                                                   | 2006              | Kirchdorf am Haunpold ⊙     | Der ursprüngliche Betreiber Grünfuttertrocknungsgenossenschaft Kirchdorf ist insolvent. Neustart der Anlage unter neuem Betreiber im Jahr 2017                                                                   | Dettendorfer Rohstoff GmbH & Co. KG                                                                                  |
| Biomassekraftwerk Hennstedt / Dithmarschen       | SH           |                                | 1,4                        | 7,7                        |                                                                        |                                                                        | Knickholz                                                                      | 12. Dez. 2005     | Hennstedt ⊙                 | Kosten 12,3 Mio. €; Organic-Rankine-Cycle-Technik (ORC); Zusätzlich Biogasanlage mit jeweils ca. 1,7 MW elektrischer und thermischer Leistung; Wärme wird von einem Gewächshaus abgenommen                       | BioKraft Hennstedt/Ditmarschen GmbH & Co. KG                                                                         |
| Biomasseheizkraftwerk Aschaffenburg              | BY           | 12                             | 1,363                      | 8                          |                                                                        | 320 °C                                                                 | Holzhackschnitzel                                                              | 2010              | Aschaffenburg ⊙             | | Bioenergie Aschaffenburg GmbH                                                                                        |
| Biomasse-ORC-Heizkraftwerk Bielefeld             | NW           |                                | 1,35                       | 5,5                        |                                                                        |                                                                        | gehäckseltes Nutz- und Waldrestholz                                            | Dez. 2009         | Bielefeld ⊙                 | Kosten 8,5 Mio. €; Die erzeugte Wärme wird komplett in das Fernwärmenetz der Stadtwerke Bielefeld eingespeist | Stadtwerke Bielefeld GmbH                                                                                            |
| Biomasseheizkraftwerk Dotternhausen              | BW           |                                | 1,26                       | 5,8                        |                                                                        |                                                                        | Waldhackgut Landschaftspflegematerial                                          | 2011              | Dotternhausen ⊙             | ORC-Anlage, Wärmeversorgung einer Holzpelletieranlage | juwi Bio GmbH |
| Biomasse Heizkraftwerk Berchtesgaden             | BY           | 28                             | 1,25                       |                            |                                                                        |                                                                        | Holz                                                                           | Sep. 2010         | Schönau am Königssee ⊙      | | Bioenergie Berchtesgadener Land GmbH                                                                                 |
| Biomasse-Heizkraftwerk Sägewerk Gregor Ziegler   | BY           |                                | 1,25                       |                            |                                                                        |                                                                        | Rinde                                                                          | 2004              | Stein (Plößberg) ⊙          | | Ziegler Holzpellets                                                                                                  |
| Biomasse-ORC-Heizkraftwerk Holz Schmidt GmbH     | HE           |                                | 1,1                        | 4,9                        |                                                                        |                                                                        | Sägewerk-Abfälle                                                               | 2008              | Schönstadt ⊙                | Als Brennstoff wird ausschließlich naturbelassene Biomasse, Erzeugte Wärme dient im Wesentlichen der technischen Holztrocknung                                                                                   | Holz Schmidt GmbH |
| Naturwärmekraftwerk Tauberfranken                | BW           |                                | 1                          | 9,1                        |                                                                        |                                                                        | Holzhackschnitzel aus Landschaftspflegeholz                                    | 2012              | Bad Mergentheim ⊙           | | SW Tauberfranken |
| Biomasseheizkraftwerk Ainring                    | BY           | 5,4                            | 0,943                      | 4,8                        |                                                                        |                                                                        |                                                                                | 25. Okt. 2007     | Ainring ⊙                   | | Gemeinde Ainring |
| Biomasse-Heizkraftwerk Altötting                 | BY           |                                | 0,93                       | 5                          |                                                                        |                                                                        |                                                                                | 2005              | Altötting ⊙                 | | Energiesparwerk Verwaltungs GmbH                                                                                     |
| Biomasseheizkraftwerk Kaufering                  | BY           | 6,1                            | 0,9                        | 4,3                        | 9 bar                                                                  | 260 °C                                                                 | naturbelassene Waldhackschnitzel                                               | 2008              | Kaufering ⊙                 | Wärmeversorgung für Firma Hilti; Verwertet Restholz der Holzwerke Klausner; enthält Ölspitzenlastkessel | Kommunalwerke Kaufering                                                                                              |
| Biomasse-ORC-Heizkraftwerk Echtle GmbH & Co KG   | BW           | 5                              | 0,9                        | 3,8                        |                                                                        |                                                                        | Sägewerk-Abfälle                                                               | 2010              | Nordrach ⊙                  | Das ORC-Heizkraftwerk versorgt die Trockenkammern und Produktionshallen des Sägewerks mit Wärme | Echtle GmbH & Co KG                                                                                                  |
| Biomasseheizkraftwerk Wunsiedel                  | BY           | 4,8                            | 0,76                       | 3,2                        |                                                                        |                                                                        | Waldhackgut Landschaftspflegematerial                                          | 2011              | Wunsiedel ⊙                 | Das ORC-Heizkraftwerk versorgt die auf dem Gelände befindliche Pelletierung mit Strom und Wärme | WUN Bioenergie GmbH                                                                                                  |
| Biomasse-Heizkraftwerk Frankenberg               | HE           | 4,1                            | 0,75                       |                            |                                                                        |                                                                        | Landschaftspflegematerial Restholz aus Kompostanlage                           | Mai 2007          | Frankenberg ⊙               | Baukosten 3,8 Mio. € | Biomasseverwertungsgesellschaft Frankenberg                                                                          |
| Biomasseheizkraftwerk Waldmünchen                | BY           | 4,87                           | 0,72                       | 4,9                        |                                                                        | 310 °C                                                                 | Waldrestholz                                                                   | 2010              | Waldmünchen ⊙               | Wärmeversorgung von Waldmünchen | Böhmerwald-Wärme Waldmünchen GmbH                                                                                    |
| Holzheizkraftwerk Hildesheim                     | NI           |                                | 0,6                        | 6,7                        |                                                                        |                                                                        | Waldrestholz                                                                   | Nov. 2011         | Hildesheim ⊙                | | Energiezukunft Hildesheim (EZHI)                                                                                     |
| Biomasseheizkraftwerk Kelheim                    | BY           |                                | 0,6                        | 9,5                        |                                                                        |                                                                        | Waldhackgut Landschaftspflegematerial                                          | 2011              | Kelheim ⊙                   | Organic-Rankine-Cycle-Turbine | Stadtwerke Kelheim GmbH & Co KG                                                                                      |
| Biomasse-ORC-Heizkraftwerk Pfalzgrafenweiler     | BW           |                                | 0,6                        | 4                          |                                                                        |                                                                        | Waldhackgut                                                                    | 2007              | Pfalzgrafenweiler ⊙         | | Bioenergie Pfalzgrafenweiler GmbH                                                                                    |
| Biomasse-Heizkraftwerk Bezirksklinikum Mainkofen | BY           |                                | 0,54                       | 4,2                        | 10 bar                                                                 | 300 °C                                                                 |                                                                                | Jan. 2004         | Mainkofen ⊙                 | | Bezirksklinikum Mainkofen                                                                                            |
| Biomasseheizkraftwerk Werl                       | NW           | 4,5                            | 0,5                        | 3,3                        |                                                                        | 380 °C                                                                 | Frischholz                                                                     | 23. Mai 2003      | Werl ⊙                      | Kosten 8,5 Mio. € | STEAG New Energies GmbH                                                                                              |
| Biomasse-ORC-Heizkraftwerk PMB energy GmbH       | ST           |                                | 0,5                        |                            |                                                                        |                                                                        |                                                                                | 2007-2013         | Wolmirstedt ⊙               | Das ursprünglich 2007 erstmals in Betrieb genommene Biomasseheizkraftwerk war nach umfangreichen Umbaumaßnahmen seit Oktober 2009 wieder in Betrieb. Es wurde 2013 stillgelegt und 2014 demontiert und verkauft. | BEC-Bodelschwingh-Haus Wolmirstedt Energy Consult GmbH                                                               |
| Biomasseheizkraftwerk Lettenholz                 | BY           | 2,485                          | 0,355                      | 1,8                        |                                                                        |                                                                        |                                                                                | 2008              | Bad Tölz ⊙                  | Kosten 3,8 Mio. € | Stadtwerke Bad Tölz GmbH                                                                                             |
| Heizwerk Reit im Winkl                           | BY           | 4,8                            | 0                          | 4                          |                                                                        |                                                                        | Hackschnitzel aus Waldrestholz und Sägerestholz                                | 2003              | Reit im Winkl ⊙             | Kosten 9,3 Mio. € | Naturwärme GmbH & Co. KG                                                                                             |
| Biomasseheizwerk Schottenau                      | BY           |                                | 0                          | 2,5                        |                                                                        |                                                                        | naturbelassene Hackschnitzel                                                   | 2010              | Eichstätt ⊙                 | | Stadtwerke Eichstätt Versorgungs-GmbH                                                                                |